# إسعاف المبطأ برجال الموطأ
إسعاف المبطأ برجال الموطأ هو أحد كتب الحديث ومن كتب الجرح والتعديل ألفه الحافظ جلال الدين السيوطي (849-911)، وقد اختص الكتاب في تراجم الرواة المذكورين في موطأ الإمام مالك، وقد بدأ الحافظ السيوطي كتابه بمقدمة جمع فيها أقوال بعض علماء الجرح والتعديل التي تبين منهج الإمام مالك ومسلكه في الرواية والنقل على الرواة الثقات، وبعدها ذكر السيوطي أسماء الرواة الذي روى عنهم مالك في الموطأ حيث رتبهم على حروف المعجم، ومنهج السيوطي في الترجمة للراوي ما يلي : يذكر اسم الراوي ونسبه وكنيته، ومشاهده إن كان صحابيا، ثم يذكر شيوخه الذين روى عنهم، وتلامذته الذين رووا عنه، ثم يذكر بعض أقوال علماء الجرح والتعديل فيه، ويختم ذلك بذكر سنة وفاته على الغالب.
وقد ذكر السيوطي بعد باب الأسماء بابا في الكنى، ثم بابا في الأبناء والأنساب، ثم بابا في المبهمات، ثم باباً في تراجم النساء، وجعله فصولا كأبواب الرجـال، ورتب كل هذه الفصول والأبواب على حروف المعجم، وقد بلغ عدد الرواة في الكتاب (376) راويا. منهم (105) صحابي و(60) تابعي، كما تضمنت التراجم عدداً من الأحاديث بلغت (42) حديثا، معظمها في فضائل الصحابة، والباقي في أبواب العبادات كالطهارة والصلاة وغيرها.